# Farfantepenaeus brasiliensis
Farfantepenaeus brasiliensis är en kräftdjursart som först beskrevs av Pierre André Latreille 1817.  Farfantepenaeus brasiliensis ingår i släktet Farfantepenaeus och familjen Penaeidae. Inga underarter finns listade i Catalogue of Life.